# Göteryd
Göteryd är en småort i Älmhults kommun i Kronobergs län och Småland, beläget cirka 20 kilometer väster om kommunens centralort Älmhult.
Göteryd är kyrkby i Göteryds socken med Göteryds kyrka och var centralort i Göteryds landskommun. 

## Personer från orten
Översten Gösta Tönne (1914-2002) föddes i Göteryd.